# Миноносцы типа S-176
Эскадренные миноносцы типа S-176 — тип эскадренных миноносцев (по официальной классификации германского флота — больших миноносцев), состоявший на вооружении Военно-морского флота Германии в начале XX века и в период Первой мировой войны. Всего было построено 4 миноносца этого типа (все по программе 1909 финансового года).

## Энергетическая установка
На кораблях типа в качестве ГЭУ были установлены две турбины Шихау общей мощностью 17 600 л. с., 3 военно-морских угольных котла с давлением 19 атмосфер и 1 военно-морской нефтяной котёл. Максимальные запасы топлива на миноносцах типа составляли 117 тонн угля и 75 тонн нефти.

## Вооружение
Миноносцы вооружались 2х1 88-мм орудиями. Торпедное вооружение эсминцев состояло из 4х1 500-мм торпедных аппаратов.